# Cerkiew św. Mikołaja w Vaasie
Cerkiew św. Mikołaja – prawosławna cerkiew w Vaasie, w diecezji Oulu Fińskiego Kościoła Prawosławnego.
Cerkiew została wzniesiona w 1866 według projektu C. Setterberga. Podstawową przyczyną jej budowy była chęć podkreślania przynależności miasta Vaasa do Imperium Rosyjskiego. Budynek zdecydowanie wyróżnia się stylistycznie na tle innych cerkwi zbudowanych w czasach carskich na terytorium dzisiejszej Finlandii. Architekt wzorował się w swoim projekcie na architekturze gotyckiej, wznosząc budynek z czerwonej cegły ze strzelistą wieżą od zachodu. Jedynym elementem architektury prawosławnej były dwie niewielkie cebulaste kopułki.